# Boér Gábor
Boér Gábor (Orosháza, 1982. december 19. –) magyar labdarúgó, UEFA Pro Licences edző.

## Pályafutása

### Játékosként
A magyar élvonalban mindössze három mérkőzésen lépett pályára. Játékos pályafutása során többnyire alacsonyabb osztályokban szerepelt középpályásként.

### Edzőként
2017. március 24-én nevezték ki a Békéscsaba 1912 Előre edzőjének, ahol az első szezonja végén bronzérmet szerzett a másodosztályban. 2019 tavaszán felbontották a szerződést, majd a Győri ETO FC ajánlatát elfogadva kezdte meg az új szezont, ahol még az őszi szezon vége előtt menesztették a gyengébb eredmények miatt. 2020 júniusában a Kazincbarcikai SC vezetőedzője lett, de egy hónappal később az élvonalbeli Zalaegerszeg kivásárolta szerződéséből és őt nevezték ki a távozó Márton Gábort utódjának. 2021 márciusában közös megegyezéssel távozott a ZTE-től. Május végén a másodosztályba kiesett Budafok edzője lett. Októberben távozott a 15. helyen álló csapattól. 2022 januárjában a szlovén másodosztályban szereplő NK Nafta 1903 vezetőedzője lett. 2023. május 3-án a Puskás Arénában megrendezett magyar kupadöntőn a hosszabbításban a ZTE 2–0 arányban győzött a Budafoki MTE ellen, a csapata kupagyőztes lett.

## Sikerei, díjai

### Edzőként
Zalaegerszegi TE
- Magyar kupa:
  -  Győztes (1): 2022–23